# Чёрная роза — эмблема печали, красная роза — эмблема любви (альбом)
«Чёрная роза — эмблема печали, красная роза — эмблема любви» (на стриминговых сервисах «Музыка Трёх Песен о Родине») — альбом группы «Аквариум», саундтрек к одноимённому фильму Сергея Соловьёва 1989 года.
Впервые был выпущен как двойной альбом на виниле фирмой «Мелодия» в 1990 году. Часть композиций была приписана проекту «Русско-абиссинский оркестр».

В составе РУССКО-АБИССИНСКОГО ОРКЕСТРА, по каноническому преданию, нет ни одного живого человека. Это чисто анонимное монашеское сообщество, которое, судя по всему, имеет своей целью сообщить на человеческой волне информацию из мира, который у нас обычно называется миром духов, хотя это не имеет никакого отношения к бесам, к даймонам и прочим гениям, внушающим какие-то вещи. Это просто определённая информация из мира духов, мира снов. То есть из реальности, которую мы просто не умеем принимать всерьез. Там, судя по всему, происходят что-то важное, причем настолько, что обитатели мира духов вышли на связь и попросили организовать Русско-Абиссинский оркестр, в контакте с ними музыка и делается.
РУССКО-АБИССИНСКИЙ ОРКЕСТР — величина чистая, в смысле полной непривязки к людям. Существует определённый состав, но личность конкретно каждого входящего в оркестр человека просто оставляется за порогом этого дела. А внутри нет ни имен, ничего.
РУССКО-АБИССИНСКИЙ ОРКЕСТР, обозначенный на пластинке к коммерческой антрепризе Сергея Соловьева «Чёрная роза эмблема печали, красная роза эмблема любви» к настоящему РУССКО-АБИССИНСКОМУ ОРКЕСТРУ отношения не имеет, на пластинке записана обычная абиссинская музыка, которую играли музыканты группы АКВАРИУМ. Теперь АКВАРИУМ к этому отношения не имеет. Но главное, что тогда ещё не произошло контакта с «соавторами».
Сейчас, если будет нужно, а, похоже, что нужно будет, в свет выйдет альбом. Впрочем, его действительное появление, наименование и т. п. зависит не от РУССКО-АБИССИНСКОГО ОРКЕСТРА.
Предполагаемым альбомом очень заинтересовались нью-йоркские шаманы.
Из известных феноменов ОРКЕСТР ближе всего к ДЭД КЭН ДЭНС И КОКТО ТВИНЗ, а не к РЕЗИДЕНТС, как может показаться постмодернисту.
Поскольку данное сообщество существует не на человеческом уровне, то и концертная деятельность ОРКЕСТРА невозможна.
РУССКО-АБИССИНСКИЙ ОРКЕСТР абсолютно алхимическое соединение.
— Арокс и Штер", июль 1991г.
В 1998 году был переиздан на компакт-диске в укороченной версии с 18 песнями из 22 — были исключены те композиции, которые не имеют отношения к «Аквариуму». Этот укороченный вариант вошёл также в сборник «Фильмография» (2000).

## Список композиций
Музыка и текст во всех песнях — Борис Гребенщиков, кроме специально отмеченных.

### Оригинальное издание 1990 года (2LP, ВСГ Мелодия, С60 30009-12)
| №  | Название                                         | Автор(ы)                                         | Исполнитель                                           | Длительность |
| -- | ------------------------------------------------ | ------------------------------------------------ | ----------------------------------------------------- | ------------ |
| 1. | «Ангел и два её козла»                           |                                                  | Русско-абиссинский оркестр                            | 3:35         |
| 2. | «Марш»                                           | Борис Гребенщиков, А.Романов — Анатолий Гуницкий | Ансамбль «Аквариум» и духовая группа оркестра Госкино | 2:42         |
| 3. | «На горной тропе Далай Лама встречает Камасутру» |                                                  | Русско-абиссинский оркестр                            | 1:39         |
| 4. | «Сарданапал»                                     |                                                  | Ансамбль «Аквариум»                                   | 1:28         |
| 5. | «Тайна КПСС № 3»                                 | А. Титов                                         | Русско-абиссинский оркестр                            | 2:50         |
| 6. | «Капитан Воронин»                                |                                                  | Ансамбль «Аквариум»                                   | 6:55         |

| №  | Название                                                       | Автор(ы)                | Исполнитель                     | Длительность |
| -- | -------------------------------------------------------------- | ----------------------- | ------------------------------- | ------------ |
| 1. | «Орёл, Телец и Лев»                                            |                         | Ансамбль «Аквариум»             | 3:12         |
| 2. | «Пленение И. В. Сталина ирландским народным героем Фер Диадом» | А.Романов — Гребенщиков | Русско-абиссинский оркестр      | 4:15         |
| 3. | «К друзьям»                                                    | Гребенщиков — Гуницкий  | Ансамбль «Аквариум»             | 0:50         |
| 4. | «Легенда о падшей пионерке Насте»                              |                         | Русско-абиссинский оркестр      | 3:13         |
| 5. | «Марш нахимовцев»                                              | Василий Соловьёв-Седой  | Духовая группа оркестра Госкино | 2:34         |
| 6. | «# 3№ ССПК анйаТ»                                              | А.Титов                 | Русско-абиссинский оркестр      | 2:50         |

| №  | Название                                           | Автор(ы)                                      | Исполнитель                                                         | Длительность |
| -- | -------------------------------------------------- | --------------------------------------------- | ------------------------------------------------------------------- | ------------ |
| 1. | «Комиссар»                                         |                                               | Ансамбль «Аквариум»                                                 | 3:40         |
| 2. | «Народный герой думает об основании династии»      |                                               | Русско-абиссинский оркестр                                          | 2:00         |
| 3. | «Ныне силы небесныя (напев Валаамского монастыря)» |                                               | хор студентов Ленинградских духовных школ, регент иеромонах Ионафан | 4:40         |
| 4. | «Рыбаки обсуждают закат солнца»                    | Гребенщиков, Сергей Щураков                   | Русско-абиссинский оркестр                                          | 2:22         |
| 5. | «Корабль уродов»                                   | Гребенщиков, Щураков, А.Романов — Гребенщиков | Ансамбль «Аквариум»                                                 | 7:15         |

| №  | Название                                                      | Автор(ы)                 | Исполнитель                                                     | Длительность |
| -- | ------------------------------------------------------------- | ------------------------ | --------------------------------------------------------------- | ------------ |
| 1. | «Поезд в огне»                                                |                          | Ансамбль «Аквариум»                                             | 3:40         |
| 2. | «Проснувшись, друид идет за пивом»                            | А.Романов, Б.Гребенщиков | Русско-абиссинский оркестр                                      | 1:30         |
| 3. | «Серебро господа моего»                                       |                          | Ансамбль «Аквариум»                                             | 3:45         |
| 4. | «Мелодия из II действия оперы К. В. Глюка «Орфей и Эвридика»» | Кристоф Виллибальд Глюк  | В. Федотов, А. Майоров, Ленинградский ансамбль старинной музыки | 3:00         |
| 5. | «Лой Быканах (русско-абиссинская народная песня ушельцев)»    |                          | Русско-абиссинский оркестр                                      | 3:45         |

Звукорежиссёр В. Венгеровский

Редактор О. Глушкова

Художник А. Логвин

Фото «Союзинформкино» и ВТК «Продюсер» Мосинкомбанка

### Переиздание на компакт-диске 1998 года (студия «Триарий»)
1. Ангел и два её козла (3:38) — инструментал
2. Марш (2:42)
3. На горной тропе Далай Лама встречает Кама Сутру (1:37) — инструментал
4. Сарданапал (1:25)
5. Тайна КПСС № 3 (2:52) — инструментал
6. Капитан Воронин (6:55)
7. Орёл, Телец и Лев (3:13)
8. Пленение И. В. Сталина ирландским героем Фер Диадом (4:12)
9. К друзьям (0:52)
10. Легенда о падшей пионерке Насте (3:27) — инструментал
11. Комиссар (3:44)
12. Народный герой думает об основании династии (2:01) — инструментал
13. Рыбаки обсуждают закат солнца (2:21) — инструментал
14. Корабль уродов (7:13)
15. Поезд в огне (3:38)
16. Проснувшись, друид идет за пивом (1:28) — инструментал
17. Серебро Господа Моего (3:39)
18. Лой Быканах (3:51)

На переиздании производства Moroz Records (dTR 08298CD) имеется незаявленный 19-й трек, представляющий собой компьютерный сет, в котором угадывается мотив песни «Крюкообразность». Происхождение трека неизвестно. Этот же релиз «отличается» браком матрицы, делающим 9 и 10 треки почти невозможными для прослушивания (треск и щелчки на дисках всего тиража).
Также на переиздании отсутствует трек 3№ ССПК анйаТ (2:50) (А.Титов) — Русско-абиссинский оркестр.

## Дополнительные факты
- Сарданапал — Ассирийский царь Ашшурбанипал в 669—633 гг. до н. э., последний великий царь Ассирии.
- «Тайна КПСС № 3» и «3№ ССПК анйаТ» — это один и тот же инструментал, второй является просто реверсом первого.
- «3№ ССПК анйаТ» — в переиздании на CD отсутствует.
- Фер Диад — сын Дамана, сына Дайре, храбрый воин из Фир Домнан, житель Древней Ирландии.
- Многие песни выходили в других версиях на других альбомах и сборниках группы. Песня «Марш» входила во второй альбом «Аквариума» «Треугольник», «Капитан Воронин» — в концертный альбом «Письма капитана Воронина», «К друзьям» — в альбом «Акустика», «Поезд в огне» и «Серебро Господа моего» — в качестве бонус-трека к альбому «Равноденствие», последняя также на антологии «Библиотека Вавилона. История Аквариума — Том 4».
- Второй голос в главной песне фильма «Лой Быканах» спел по приглашению Гребенщикова Андрей Горохов из группы «Адо», об этом много лет спустя в своей книге рассказал сам Борис Гребенщиков.